# Takeaki Matsumoto
Takeaki Matsumoto (松本 剛明?, Matsumoto Takeaki; Tokyo, 25 aprile 1959) è un politico giapponese, membro del Partito Liberal Democratico.

## Biografia
Nato a Tokyo il 25 aprile 1959, Takeaki Matsumoto è un lontano parente di Itō Hirobumi, primo ministro giapponese a cavallo tra il XIX e il XX secolo, mentre il padre, Juro Matsumoto, è stato ministro della difesa dal 1989 al 1990.
Si laurea presso l'Università imperiale di Tokyo.

### Carriera politica
Entra in politica, iscrivendosi al Partito Democratico. Candidatosi alle elezioni del 2000 come membro della Camera dei rappresentanti, vince il seggio ed entra quindi in parlamento. Successivamente vince anche nel 2003, nel 2005 e nel 2009.
Nel marzo 2011 viene nominato ministro degli esteri dal primo ministro Naoto Kan dopo le dimissioni del predecessore, il politico Seiji Maehara. Soltanto due giorni dopo sarebbe avvenuto il terremoto e maremoto del Tōhoku e il successivo incidente nucleare. In questa posizione rimane fino alla fine del governo.
Nel 2012 e nel 2014 si candida sempre come rappresentante, venendo eletto in entrambe le tornate elettorali.
Nel 2015 lascia il Partito Democratico, aderendo al Partito Liberal Democratico. Con questo si ricandida anche alle elezioni del 2017 e in quelle del 2021, venendo eletto anche in queste occasioni.
Nel novembre 2022 viene nominato ministro degli affari interni e delle comunicazioni dal primo ministro Kishida in seguito alle dimissioni del politico Minoru Terada. A seguito del rimpasto di governo del settembre 2023, esce dall'esecutivo.
Nel dicembre dello stesso anno rientra al governo.